# Riverfront Stadium
Das Riverfront Stadium war ein Baseball- und Footballstadion am Ohio River in Cincinnati, Ohio in den USA.

## Geschichte
Der Bau des Stadions begann am 1. Februar 1968. Die Baukosten betrugen 48 Mio. US-Dollar und waren vergleichsweise gering. Die Cincinnati Reds eröffneten das Stadion am 30. Juni 1970 mit einem Heimspiel gegen die Atlanta Braves. Der erste Home Run im neuen Stadion gelang bei dieser Gelegenheit Hank Aaron.
Das Stadion war von 1970 bis 1999 Heimat des NFL-Teams Cincinnati Bengals, die im Anschluss in das neue Paul Brown Stadium umzogen. Im Januar 1982 bestritten die Bengals im Riverfront Stadium das AFC-Endspiel und gewannen eines der kältesten NFL-Spiele aller Zeiten. Des Weiteren trug das Baseballteam Cincinnati Reds aus der MLB seine Heimspiele von 1970 bis 2002 im Riverfront Stadium aus. Die Reds zogen zur Saison 2003 in den neuen Great American Ball Park um.

## Namensänderung
Das Riverfront Stadium wurde im September 1995 in Cinergy Field umbenannt. Namensgeber war der Sponsor Cinergy Corporation, ein ehemaliger Energieversorger mit Sitz in Cincinnati.

## Besonderheiten
Das Riverfront Stadium war das erste Baseballstadion, in dem das Spielfeld komplett aus Kunstrasen bestand. So fand auch das erste Spiel einer World Series, das je auf Kunstrasen ausgetragen wurde, im Riverfront Stadium anlässlich der World Series 1970 statt.

## Abriss und Neubauten

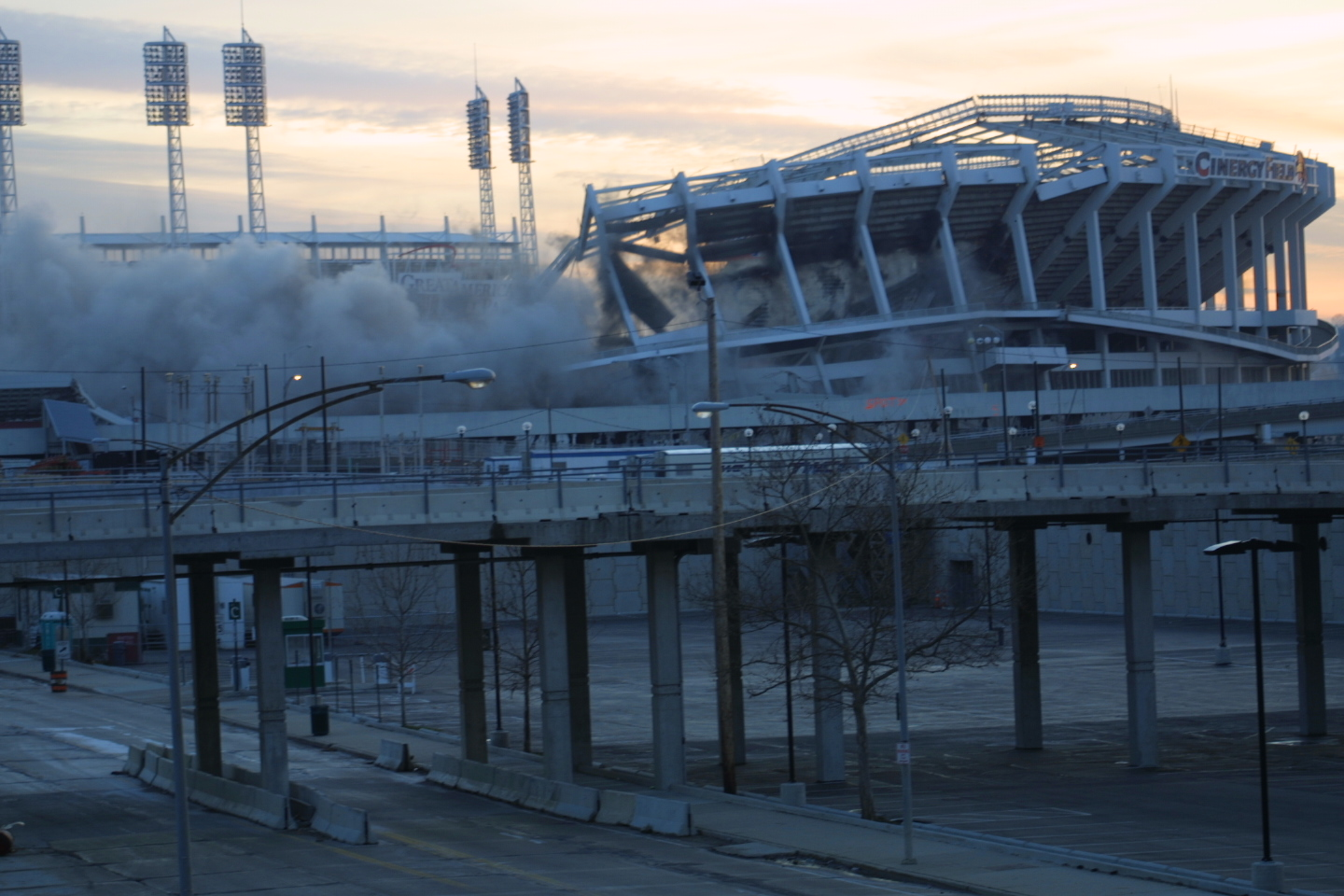
Sprengung des Stadions

Das Footballteam der Bengals war der erste der beiden Clubs, die das Stadion verließen. Am 19. August 2000 wurde das Paul Brown Stadium, welches sich nur wenige Meter westlich vom alten Stadion befindet, eröffnet.
Um den Bau des neuen Baseballstadions für die Cincinnati Reds zu realisieren, musste während der Bauzeit des Great American Ball Park die Kapazität des Riverfront Stadium verringert werden. Grund hierfür war, dass der neue Ballpark direkt östlich neben dem alten Stadion errichtet wurde.
Nach Ende der MLB-Saison 2002 wurde das Stadion gesprengt.